# Tindaana
De tindaana ofwel landpriester is de belangrijkste man in de hiërarchie van een traditioneel Noord-Ghanees dorp. "Tindaana" komt van "tiŋa" (land in het Gurune) en "daana" (eigener it het Gurune) Zijn functie is vooral spiritueel: hij wordt geacht contact te onderhouden met de goden van het land. Deze goden zijn verbonden aan het gebied waarover de tindaana zeggenschap heeft. Goden zijn in deze cultuur dus vooral gebonden aan land, en daarom doet de tindaana vooral uitspraken inzake landbezit en conflicten over landbezit. Aangezien land(bezit) in Noord-Ghana erg belangrijk is, maakt dit de tindaana tot niet alleen een figuur van religieus belang, maar ook tot een bestuurlijke en rechtsprekende figuur. Hij komt ook in actie als er bloed vloeit, want dit bloed vloeit meestal op het land, en dat maakt volgens de geldende tradities de goden extra boos. De politieke en rechterlijke bestuurder van Noord-Ghanese dorpen is meestal de Chief, maar in dit soort gewelddadige gevallen heeft dus de tindaana de ultieme zeggenschap. Dat maakt hem in feite machtiger dan het de facto dorpshoofd, de chief.
Zoals de traditie voorschrijft, wordt de tindaana (er is er één in elk dorp, zoals elk dorp ook één chief heeft) door waarzeggers (bakoldaana's) aangewezen, zij voorspellen als het ware, wie de tindaana opvolgt. Dit is in alle gevallen iemand die verwant is aan de zittende tindaana. Soms nog slechts een jong kind, soms zelfs een nog ongeboren kind dat al in de buik van zijn moeder wordt aangewezen als opvolger van de tindaana. De tindaana blijft tot zijn dood in functie.